# Premio Axel Springer
El Premio Axel Springer para periodistas jóvenes (en alemán: Axel-Springer-Preis für junge Journalisten) es el premio de más importante para periodistas jóvenes en Alemania. Es otorgado cada año por la Academia Axel Springer a periodistas jóvenes.